# Beusdael
Beusdael, in het Nederlands ook gespeld als Beusdal, is een gehucht in de deelgemeente Sippenaeken van de gemeente Plombières in de Belgische provincie Luik vlak bij de grens met Nederland. In het plaatsje bevindt zich het Kasteel van Beusdael.

## Geschiedenis
Tot de opheffing van het Hertogdom Limburg hoorde Beusdael tot de Limburgse hoogbank Montzen. Net als de rest van het hertogdom werd Beusdael bij de annexatie van de Zuidelijke Nederlanden door de Franse Republiek in 1795 opgenomen in het toen gevormde departement Ourthe.

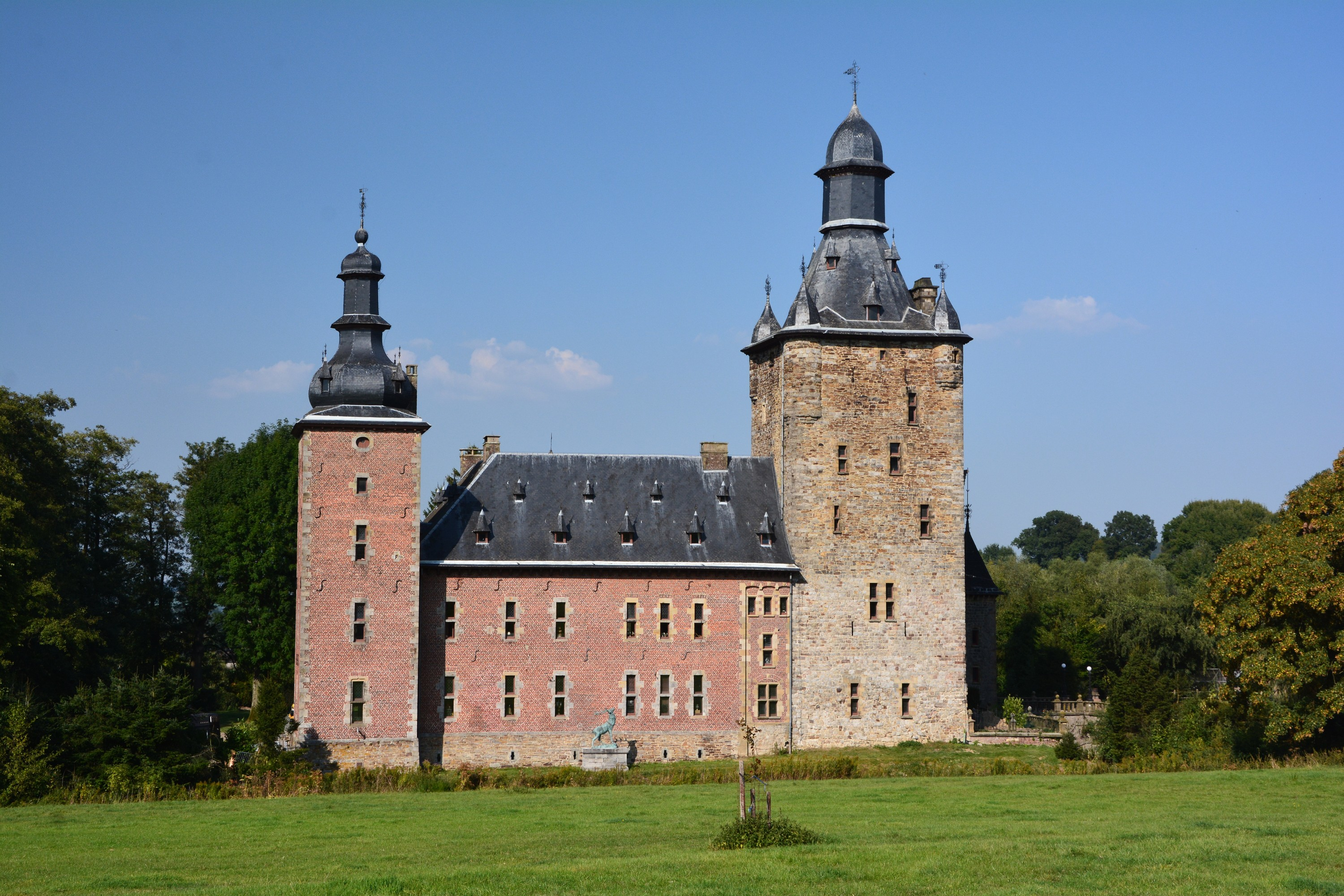
Kasteel Beusdael